# Jordanius granulomanus
Espèce
Synonymes
- Scorpio granulomanus Al-Saraireh, Yağmur, Afifeh & Amr, 2023

Jordanius granulomanus est une espèce de scorpions de la famille des Scorpionidae.

## Distribution
Cette espèce est endémique de Jordanie. Elle se rencontre dans la réserve forestière de Dibeen (en).

## Description
Le mâle holotype mesure 47,29 mm et la femelle paratype 48,13 mm.
Les mâles mesurent de 38,40 à 50,66 mm et les femelles de 43,50 à 51,85 mm.

## Systématique et taxinomie
Cette espèce a été décrite sous le protonyme Scorpio granulomanus par Al-Saraireh, Yağmur, Afifeh et Amr en 2023. Elle est placée dans le genre Jordanius par Afifeh, Yağmur, Al-Saraireh et Amr en 2024.

## Publication originale
- Al-Saraireh, Yağmur, Afifeh & Amr, 2023 : « A new species of Scorpio from Jordan (Scorpiones: Scorpionidae). » Euscorpius, no 369, p. 1-17 (texte intégral).